# Instituto Internacional de Física (IIP)
O Instituto Internacional de Física (IIP) é uma unidade de pesquisa da UFRN, localizado em Natal, Rio Grande do Norte, Brasil, com uma forte perspectiva internacional, permanentemente focado em áreas na fronteira da física teórica. Além de suas atividades de pesquisa , o IIP promove regularmente oficinas, e conferências, bem como palestras públicas. Os candidatos para vagas no IIP são selecionados por especialistas internacionais, no âmbito de um regime de concurso.